# Anapausis truncata
Anapausis truncata är en tvåvingeart som beskrevs av Cook 1978. Anapausis truncata ingår i släktet Anapausis och familjen dyngmyggor.
Artens utbredningsområde är Nepal. Inga underarter finns listade i Catalogue of Life.